# Shermaine Williams
Pour les articles homonymes, voir Williams.
Shermaine Williams (née le 4 février 1990) est une athlète jamaïcaine, spécialiste du 100 mètres haies. Elle est la sœur de Danielle Williams, championne du monde en 2015 et 2023.

## Palmarès
| Date | Compétition                   | Lieu      | Résultat | Epreuve     | Temps   |
| ---- | ----------------------------- | --------- | -------- | ----------- | ------- |
| 2007 | Championnats du monde cadets  | Ostrava   | 2e       | 100 m haies | 13 s 48 |
| 2008 | Championnats du monde juniors | Bydgoszcz | 2e       | 100 m haies | 43 s 48 |
| 2011 | Universiade                   | Shenzhen  | 3e       | 4 x 100 m   | 43 s 87 |
| 2015 | Championnats du monde         | Pékin     | 7e       | 100 m haies | 12 s 95 |

### Records
| Épreuve     | Performance | Lieu           | Date                          |
| ----------- | ----------- | -------------- | ----------------------------- |
| 100 m haies | 12 s 78     | Kingston Pékin | 1er juillet 2012 27 août 2015 |